# Acqua cheta (film)
Acqua cheta è un film del 1933 diretto da Gero Zambuto.
Tratto dalla commedia omonima di Augusto Novelli, prodotto dalla Manenti Film, ridotto per lo schermo da Alessandro De Stefani, narra le vicissitudini di un fiaccheraio e della sua famiglia a Firenze.

## La critica
- Filippo Sacchi nelle pagine del Corriere della Sera del 29 aprile 1933 « Peccato che la direzione cruda, frammentaria e teatrale di Zambuto, non riesca a dare ai vari elementi d'interpretazione e d'intreccio una omogeneità cinematografica...»